# Nacktschwanzgürteltiere
Die Nacktschwanzgürteltiere (Cabassous) sind eine Säugetiergattung aus der Gruppe der Gürteltiere (Dasypoda). Ihr Name kommt von dem im Vergleich zu den anderen Gürteltierarten ungepanzerten Schwanz. Die Gattung wird in vier Arten unterteilt, die allesamt stark spezialisierte Insektenfresser sind und sich meist von Ameisen und Termiten ernähren. Ihr Lebensraum umfasst unterschiedliche Biotope von offenen Grasländern bis hin zu Wäldern. Die Lebensweise ist ansonsten eher wenig erforscht.

## Beschreibung
Nacktschwanzgürteltiere sind mittelgroße Gürteltiere, die eine Kopf-Rumpf-Länge von 30 bis 49 cm und eine Schwanzlänge von 9 bis 20 cm erreichen. Ihr Gewicht kann zwischen 2 und 6,5 kg variieren. Der stämmige Kopf weist eine kurze, breite Schnauze auf. Die Ohren stehen weit auseinander und sind trichterförmig. Der typische Kopfschild ist eher schmal und oval geformt und besteht aus einzelnen kleinen Knochenplättchen. Das Gebiss besitzt abweichend von jenem der anderen Säugetiere charakteristische Zahnbildungen ohne Zahnschmelz, die Zähne sind mit nur einer Wurzel ausgestattet. Dabei befinden sich im Oberkiefer 7 bis 10, im Unterkiefer 8 bis 9 solcher Zähne pro Kieferhälfte, insgesamt also 30 bis 38, die Zahnanzahl ist aber auch innerhalb der einzelnen Arten oft stark variabel. Der Rückenpanzer weist eine eiförmige Gestalt auf und ist kuppelartig geformt. Er besteht ebenfalls aus einzelnen Knochenplättchen in bänderartiger Anordnung, von denen die mittleren 11 bis 14 Bänder besonders beweglich, die Bereiche über der Schulter und dem Becken aber fester sind. In der Regel ist er dunkelbraun bis schwarz gefärbt und hat einen helleren Rand. Die Unterseite des Körpers besitzt eine gelblich-weiße Färbung. Im Gegensatz zu anderen Gürteltierarten weist der lange, schlanke Schwanz keine gepanzerten Ringe auf, sondern manchmal nur dünne, weit auseinander stehende Schuppen. Alle Gliedmaßen enden in fünf Zehen, die Krallen tragen. Die Krallen der mittleren Zehen der Vorderfußzehen sind dabei besonders lang und sichelförmig gebogen.

## Verbreitung
Das Verbreitungsgebiet der Nacktschwanzgürteltiere reicht vom südlichen Mexiko in Mittelamerika über weite Bereiche Südamerikas östlich der Anden. Die südlichste Verbreitungsgrenze liegt dabei im nördlichen Argentinien. Dabei bewohnen sie Grasländer und bewaldete, trockenere Gebiete mit gut gelockertem Boden in Hoch- und Tiefländern. Oft findet man sie in der Nähe von Flüssen, sie kommen aber auch in sumpfigeren Gebieten vor. Dabei ist das Mittelamerikanische Nacktschwanzgürteltier neben dem Neunbinden-Gürteltier (Dasypus novemcinctus) die einzige Gürteltierart, die nicht auf Südamerika beschränkt ist.

## Lebensweise

### Territorialverhalten
Die Nacktschwanzgürteltiere sind vorwiegend Einzelgänger und benutzen Aktionsräume, in denen sie ihre Baue anlegen, die sich häufig an Uferböschungen befinden. Es sind weitgehend nachtaktive Tiere, tagsüber ziehen sie sich in Baue zurück, die sie mit ihren kräftigen Krallen graben, in der Nacht gehen sie auf Nahrungssuche. Bei der Fortbewegung setzen die Vorderfüße mit den Spitzen der Krallen auf, die Hinterfüße mit der ganzen Sohle, außerdem können die Tiere gut schwimmen. Im Bedrohungsfall können sie über kurze Distanzen schnell laufen und versuchen, sich in ihren Bau zurückzuziehen.

### Ernährung
Die Nahrung der Nacktschwanzgürteltiere besteht fast ausschließlich aus Insekten, vorwiegend Termiten und Ameisen. Mit ihren kräftigen Krallen graben sie sich in deren Baue und schlecken ihre Beute mit ihrer langen Zunge auf. Ihr gutentwickelter Geruchssinn hilft ihnen, die Nahrung zu finden. Diese vollständige Spezialisierung auf die genannten Nahrungsressource führt dazu, dass nur äußerst selten andere Wirbellose wie etwa Spinnen in ihren Verdauungsresten gefunden werden. Die Nahrung wird nur teilweise zerkaut, wie unverdauliche Chitinreste an den Kotstellen zeigen. Auch werden manchmal Bodenteile verschluckt, um den Mineralhaushalt auszugleichen.

### Fortpflanzung
Über die Fortpflanzung dieser Tiere ist so gut wie nichts bekannt. Man weiß lediglich, dass je Wurf im Durchschnitt nur ein Junges geboren wird, welches 100 bis 115 g wiegt.

## Systematik
Die Nacktschwanzgürteltiere (Cabassous) sind eine Gattung aus der Gruppe der Gürteltiere (Dasypoda) und der Ordnung der Gepanzerten Nebengelenktiere (Cingulata). Innerhalb der Gürteltiere stehen sie in der Familie der Chlamyphoridae und in der Unterfamilie der Tolypeutinae, letztere formen sie zusammen mit ihren nächsten Verwandten, den Kugelgürteltieren (Tolypeutes) und dem Riesengürteltier (Priodontes). Die nächstverwandte Gruppe stellen die Chlamyphorinae dar, die den Gürtelmull (Chlamyphorus truncatus) und den Burmeister-Gürtelmull (Calyptophractus retusus) einschließen, weiter außerhalb stehen die Euphractinae mit unter anderem dem Sechsbinden-Gürteltier (Euphractus sexcinctus). Molekulargenetische Untersuchungen erbrachten, dass sich die Chlamyphorinae und Tolypeutinae im Oligozän vor 33 Millionen Jahren trennten, bereits im Unteren Miozän vor über 20 Millionen Jahren diversifizierten sich die Tolypeutini, wobei sich möglicherweise erst Priodontes abspaltete und kurze Zeit später aus dessen Schwesterlinie Cabassous und Tolypeutes hervorgingen. Innerhalb der Unterfamilie werden Cabassous und Priodontes aus anatomischer Sicht als wesentlich enger verwandt angesehen, beide bilden die Tribus der Priodontini. Die Nacktschwanzgürteltiere sind dem Riesengürteltier äußerlich sehr ähnlich und unterscheiden sich von ihm weitgehend durch ihre geringere Größe und die fehlende Schwanzpanzerung. Tolypeutes dagegen gehört zur Tribus Tolypeutini. Der Unterfamilie gehören des Weiteren gehören auch einige ausgestorbene Gattungen an, so das aus dem Oligozän stammende Kuntinaru.
Heute werden vier Arten anerkannt:
- Mittelamerikanisches Nacktschwanzgürteltier oder Nördliches Nacktschwanzgürteltier (Cabassous centralis (Miller, 1899)); südliches Mexiko bis Kolumbien und Venezuela
- Kleines Nacktschwanzgürteltier oder Chaco-Nacktschwanzgürteltier (Cabassous chacoensis Wetzel, 1980); Gran-Chaco-Region Paraguays und Nordargentiniens
- Großes Nacktschwanzgürteltier (Cabassous tatouay (Desmarest, 1804)); Südostbrasilien, Paraguay, Uruguay und Nordargentinien
- Südliches Nacktschwanzgürteltier oder einfach Nacktschwanzgürteltier (Cabassous unicinctus (Linnaeus, 1758)); Venezuela bis südöstliches Brasilien

Der Gattungsname Cabassous wurde im Jahr 1831 von Henry McMurtrie eingeführt, der die Gattung aber als monotypisch ansah und nur das Südliche Nacktschwanzgürteltier in sie verwies, zudem meinte er, sie sei eine Untergattung von Dasypus. Ein bereits 1830 von Johann Georg Wagler vergebener Name, Xenurus, ist ungültig, da er schon vorher durch eine Gattung der Vögel präokkupiert ist. Die ersten Hinweise in Europa auf die Existenz von Nacktschwanzgürteltieren gab es 1614, als der Kapuziner P. d’Abbeville über das Südliche Nacktschwanzgürteltier berichtete. Im 19. Jahrhundert war teilweise der deutsche Trivialname „Kabassu“ oder „nacktschwänziges Kabassu“ im Gebrauch. Cabassous stellt die latinisierte Version des Wortes capacou dar, welches aus der Sprache der Kariben im heutigen Französisch-Guayana stammt und „Gürteltier“ bedeutet, die ursprüngliche Bezeichnung lautet kapasi. Der abgeleitete Begriff cabasú ist heute die häufigst gebrauchte Form für das Nacktschwanzgürteltier im spanischsprachigen Lateinamerika.

## Stammesgeschichte
Obwohl die Linie der Nacktschwanzgürteltiere bereits im Unteren Miozän vor über 20 Millionen Jahren begann, gibt es so gut wie keine fossilen Nachweise. Lediglich einige wenige Fundstücke aus Brasilien können dem Südlichen Nacktschwanzgürteltier zugewiesen werden und stammen aus dem Mittleren bis Oberen Pleistozän. In das frühe Holozän gehören Knochenplättchen des festen und beweglichen Panzerbereichs aus der Gruta do Urso Fóssil im brasilianischen Bundesstaat Ceará, eine genaue Artzuweisung ist aber nicht möglich.

## Bedrohung
Vor allem in Südamerika werden Nacktschwanzgürteltiere wegen ihres Fleisches gejagt, in Mittelamerika aufgrund des Volksglauben jedoch nicht. Weiterhin besteht bei einigen Arten ein großer Rückgang des bewohnten Gebietes durch Landwirtschaft. Trotzdem sind Nacktschwanzgürteltiere noch relativ häufig, nur das Kleine Nacktschwanzgürteltier wird von der IUCN als leicht gefährdet eingestuft, die Bestände der drei anderen Arten sind bisher nicht bedroht.